# دلیجه آمریکایی

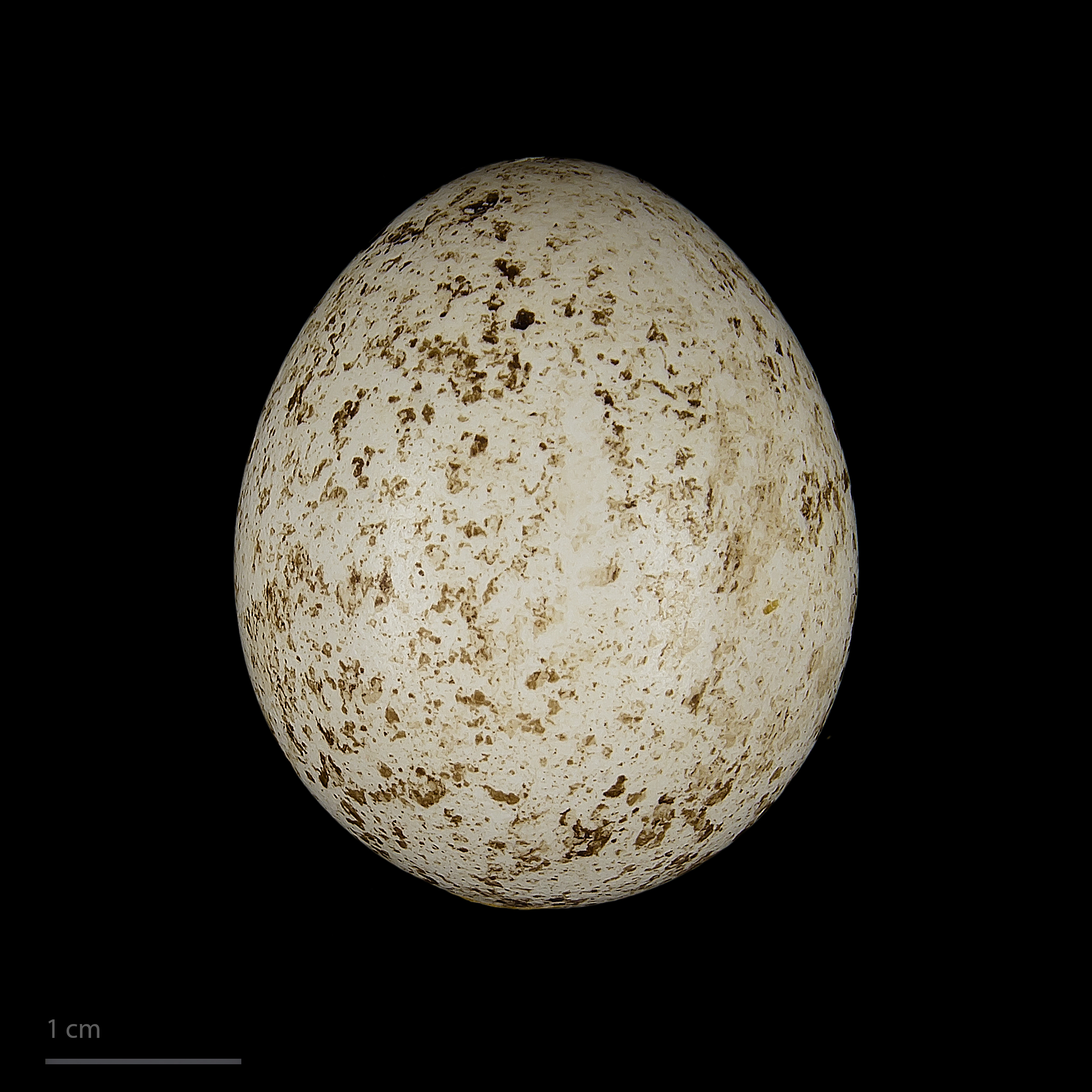
Falco sparverius

دلیجه آمریکایی (نام علمی: Falco sparverius) نام یک گونه از سرده شاهین است.